# Clinohelea trimaculata
Clinohelea trimaculata är en tvåvingeart som beskrevs av Clastrier 1983. Clinohelea trimaculata ingår i släktet Clinohelea och familjen svidknott.
Artens utbredningsområde är Guinea. Inga underarter finns listade i Catalogue of Life.